# Cécile Douard
Pour les articles homonymes, voir Douard.
Cécile Douard, Cécile-Marie Leseine de son vrai nom, née à Rouen le 29 décembre 1866 et morte à Bruxelles, le 14 janvier 1941, est une dessinatrice, peintre, graveuse, sculptrice, écrivaine et philanthrope belge.

## Biographie

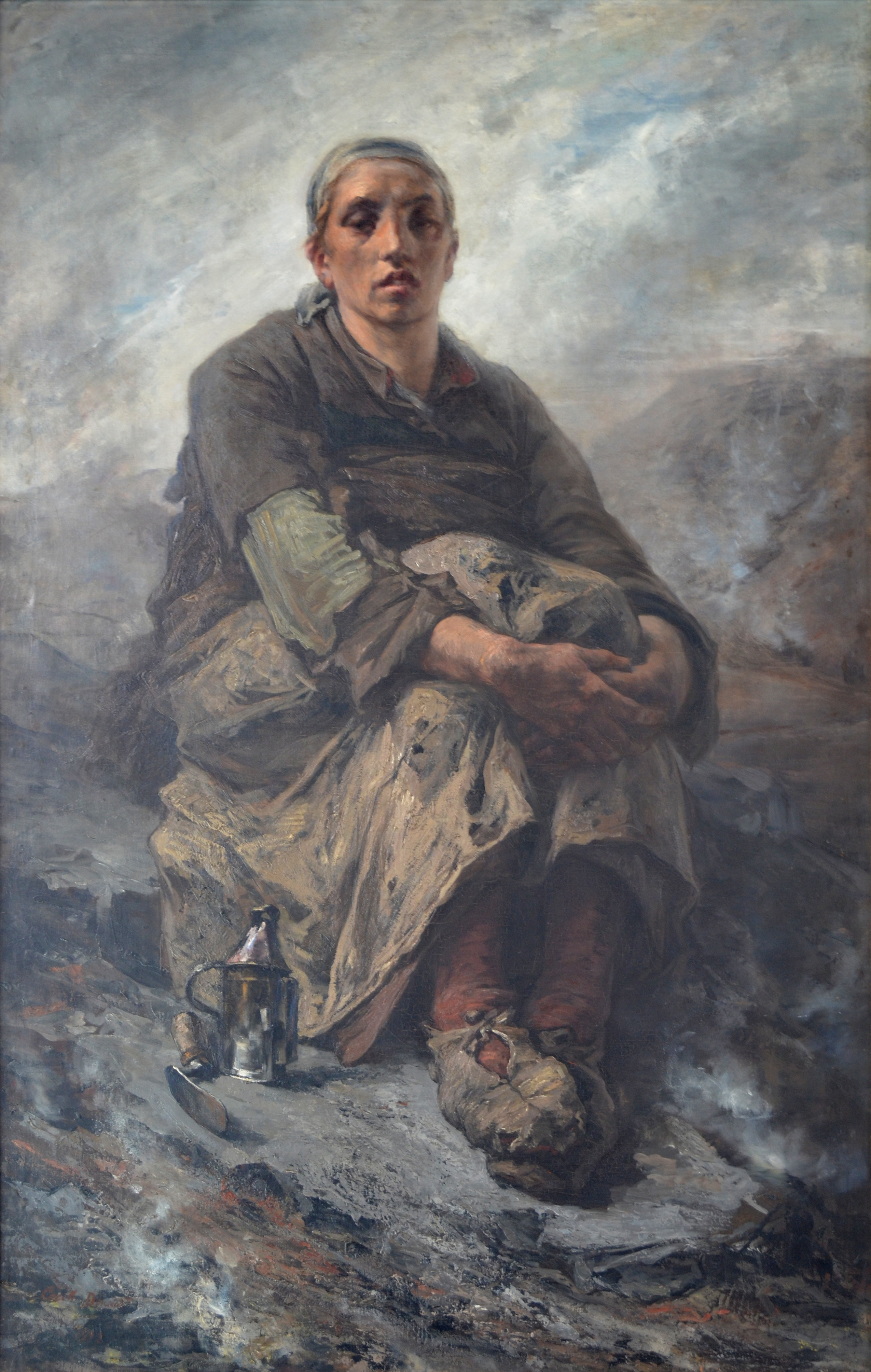
La hiercheuse (1896).

Son père, Amédée Leseine est régisseur de théâtre et, sa mère, Eugénie Herlemont, est pianiste. Ils s'installent en 1870 à Bruges où le père dirige le théâtre de la ville mais en août 1870, Eugénie quitte son mari et emmène avec elle sa fille de trois ans. Eugénie Herlemont épouse en secondes noces Édouard Serf, dit Douard dont Cécile reprendra le pseudonyme. La famille vivra par intermittence à Mons, avant de s'y installer définitivement. Cécile Douard fréquente les écoles d'avant-garde, celle d'Isabelle Gatti de Gamond à Bruxelles, celle de Marie Popelin à Mons. Elle commence sa formation d'artiste à Mons avec Auguste Danse qui lui donne des leçons de dessin. À Bruxelles, sa formation sera guidée par Jean-François Portaels, qui la recommande auprès du peintre Antoine Bourlard, directeur de l’Académie royale des Beaux-Arts de Mons. Les académies étant, jusqu’en 1911, fermées aux femmes, c'est en élève libre qu'Antoine Bourlard acceptera de diriger sa formation de 1883 à 1886. En 1888, l'héritage légué par son père permet à Cécile Douard de construire son propre atelier, à côté de celui de Bourlard.
Cécile Douard connaît bien le Borinage et représente dans ses œuvres la dure vie des mineurs, qu'il s'agisse d'hommes, de femmes ou d'enfants. À partir de 1883, trois ans après le départ de Vincent van Gogh, elle dessine et peint à Cuesmes, Flénu, Jemappes et ailleurs. Elle réalise des croquis spontanés dans les mines de charbon et les retravaille dans ses tableaux à l’huile, dans ses fusains, ses dessins à la plume et ses gravures. Sa manière de peindre, au réalisme rigoureux, témoigne de la condition ouvrière au Borinage à la fin du XIXe siècle et particulièrement du sort des femmes. Pour vivre, elle donne des cours de dessin aux jeunes filles de bonnes familles et réalise des portraits de personnalités montoises et de leurs proches.
En 1892, lors d’une inondation de la Trouille qui noie son atelier, en tentant de sauver son matériel, elle fait une lourde chute dont les conséquences seront gravissimes. Malgré de nombreuses interventions chirurgicales, elle perd l'usage d'un œil puis, à partir de 1898, elle perd progressivement la vue,. En 1898, elle réalise son dernier tableau, Le terril et n'a le temps que d'ébaucher une esquisse de sa prochaine toile qui ne sera jamais réalisée : Vers la lumière.

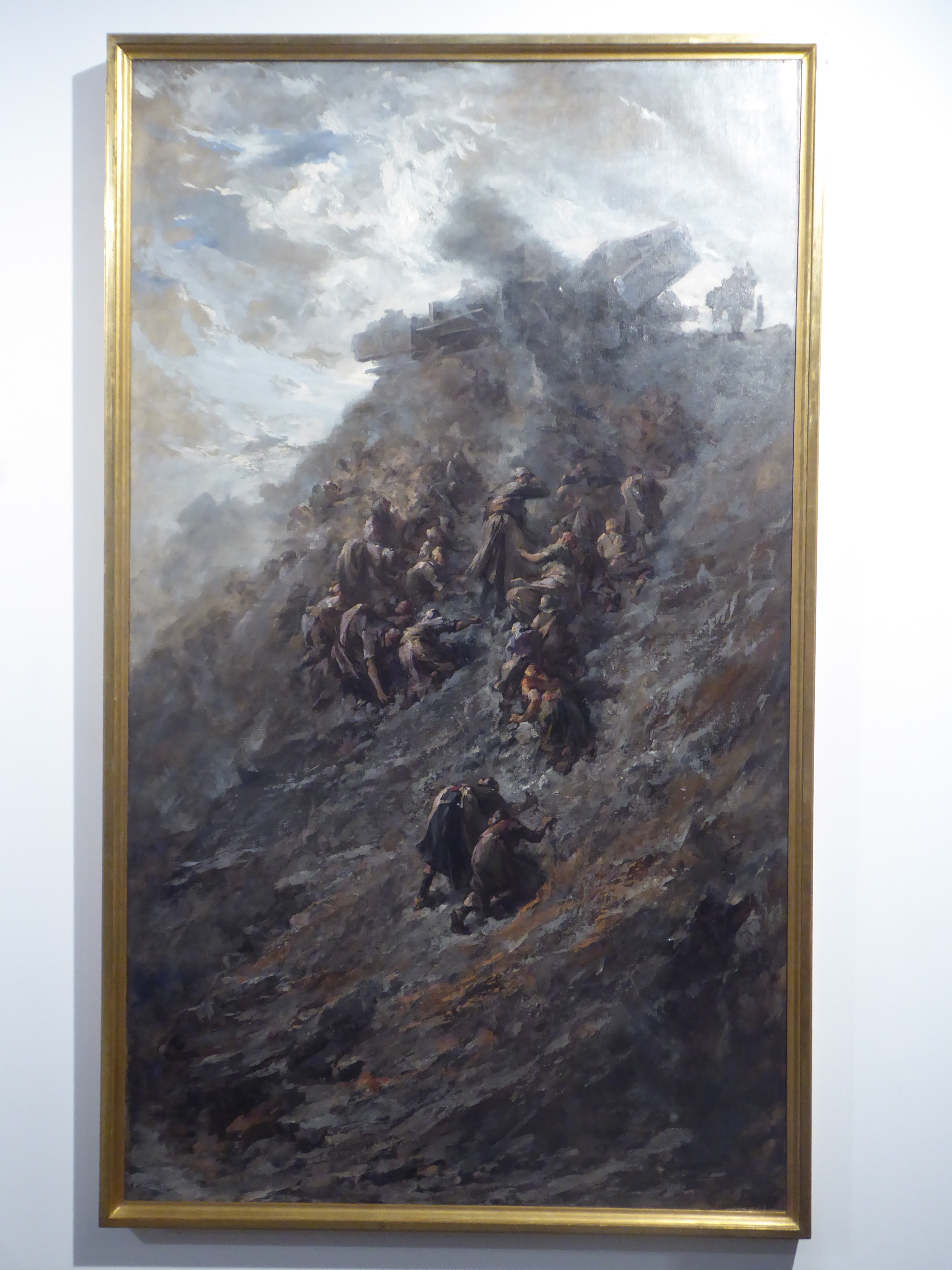
Le terril, 1898, dernière peinture réalisée par l'artiste, représente la misère des travailleuses et travailleurs de la région du Borinage, cherchant des morceaux de charbon au milieu des scories du terril. Conservée à La Boverie à Liège.

Devenue totalement aveugle en 1899, année de la mort d'Antoine Bourlard, Douard s'initie à l'écriture braille. Elle se consacre à l’étude du violon ; elle obtiendra un Premier prix au Conservatoire royal de Mons. Elle s’adonne également au modelage et à la sculpture. Elle donne des leçons de littérature française, d’anglais et d’histoire de l'art. Elle quitte Mons pour Bruxelles en 1904 et s'exprime bientôt par l'écriture, rédigeant notamment des œuvres autobiographiques. En 1921, elle publie Impressions d’une seconde de vie et, en 1929, Paysages indistincts.
Début 1920, Cécile Douard s’investit activement dans la Ligue Braille qui sera constituée en ASBL en 1922. Elle en assure la présidence de 1926 à 1937, contribuant grandement à asseoir la réputation de cette institution en Belgique et à l’étranger.
Elle y fait la rencontre d'une jeune artiste qui s'y était engagée comme bénévole, Germaine Rimbout (Saint-Josse-ten-Noode 4 mai 1894 -  Herbeumont 8 octobre 1973). Bien que trente-deux années les séparent, elles deviennent inséparables. Poétesse, musicienne et passionnée d'art, Germaine Rimbout s'exerce à la peinture, au dessin et à la sculpture, aussi grâce à l'encouragement de sa compagne. Elle fréquente l'Académie des Beaux-Arts de Bruxelles, prend des cours privés auprès d'Alfred Bastien et complète sa formation à l'Académie Julian. Par testament, sa vaste œuvre graphique a été léguée aux Musées royaux des Beaux-Arts et au Cabinet des Estampes de la Bibliothèque royale de Belgique. Les deux artistes feront ensemble de nombreux voyages, en France, Italie, Algérie et surtout en Belgique, à Ostende, jusqu'au dernier, à Bruges, en 1939, juste avant que la guerre n'éclate. Durant l'hiver 1940-41, la santé de Cécile Douard décline. Elle meurt le 14 novembre 1941.

« J’ai fléchi l’hostilité des ténèbres ; elles ne se dressent plus comme un mur devant mon visage ou plutôt comme un personnage imperturbable qui se serait introduit entre la nature et moi. Aujourd’hui je cause avec ma nuit comme avec une vieille compagne qui avait beaucoup à m’apprendre »

— Cécile Douard, Impression d'une seconde vie, 1927, p. 11, citée par Liesen 2009, p. 248.

## Œuvres
Ses œuvres se trouvent dans les collections de l'Artothèque de Mons, de la province de Hainaut (BPS22), du musée des beaux-arts de Bruxelles et de celui de Liège. Des œuvres sont également reprises dans la photothèque de l'Institut royal du patrimoine artistique.
Elle a publié plusieurs ouvrages :
- Impressions d'une seconde vie, Éditions Robert Sand, 1921
- Paysages indistincts (1929)[11].